# Glest
Glest是跨平台自由开源3D即时战略电脑游戏，具有高度的自定义特性。开发组主要位于西班牙。
取材于中世纪背景，包含2个阵营，魔法和科技。2.0版本之后有许多变化，不仅增加了大量单位，升级，还有全面改版的扩展包。3.0添加在线游戏LAN／Internet，但只有类似架构的操作系统可以互联，如BSD和Linux，Windows只能和Windows对战。Glest Advanced Engine，缩写GAE，目前已經停止更新。
Glest有较大的社区，自制地图、单位、阵营和科技树。
在2009年後，Glest已經停止更新，由它的開發分支MegaGlest延續開發。

## 阵营
基本：魔法和科技，2套不同的单位和建筑系统，MOD则包含其他的阵营，如印第安人和北美白人，外星生物和人类，玛雅民族等。
- 科技 传统人类战士和中世纪机械设备。近身动手作战能力强，相对更适合新手。
- 魔法 更有经验的玩家或许更可能选择这个阵营。有更多强力远程单位。如果运用得好，能对付比自己更多的敌军。

## MOD特性
- XML定义 任何单位、建筑、资源、升级、阵营都有一个独立XML文件定义。任何单位的属性和命令也是。所以修改十分简单，MOD可以轻易制作。
- G3D模型 Glest使用自己的3D文件格式，无论是单位模型还是动画。模型可以由3ds Max或Blender输出得到。
- 地图编辑器 使用简单，开放。